# Tommy Bell (Footballschiedsrichter)
Tommy Bell (* 2. Juli 1922; † 20. Februar 1986) war ein US-amerikanischer Schiedsrichter im American Football, der von der Saison 1962 bis 1976 in der NFL tätig war. Er war Schiedsrichter des AFL-NFL Championship Games im Jahr 1969, welches heute als Super Bowl III bekannt ist, sowie von Super Bowl VII. Er trug die Uniform mit der Nummer 7.

## Karriere

### College Football
Vor dem Einstieg in die NFL arbeitete er als Schiedsrichter im College Football in der Southeastern Conference.

### National Football League
Bell begann im Jahr 1962 seine NFL-Laufbahn als Hauptschiedsrichter.
Er leitete den dritten Super Bowl am 12. Januar 1969 sowie den Super Bowl VII.
Nach seinem Rücktritt als Hauptschiedsrichter ernannte die NFL Jerry Markbreit als Nachfolger.